# ابوظبی اوییشن
ابوظبی اوییشن (به انگلیسی: Abu Dhabi Aviation)، یک شرکت هواپیمایی است که در تاریخ ۱۹۷۵ میلادی تأسیس شده است.
دفتر مرکزی ابوظبی اوییشن در ابوظبی، امارات متحده عربی واقع شده‌است و قطب این شرکت هواپیمایی در فرودگاه بین‌المللی ابوظبی قرار دارد.

## ناوگان هوایی
ناوگان هوایی ابوظبی اوییشن به شرح زیر است (ژانویه ۲۰۱۶):
- ۲ فروند بمباردیه دش ۸ کیو۲۰۰
- ۳ فروند بمباردیه دش ۸ کیو۳۰۰
- ۲  فروند بمباردیه دش ۸ کیو۴۰۰
- ۱۵ فروند آگوستاوستلند ای‌دابلیو۱۳۹
- ۱۹ فروند بل ۲۱۲
- ۲۴ فروند بل ۴۱۲